# Westdeutscher Beobachter
El Westdeutscher Beobachter (WB) fue un periódico del NSDAP en el distrito de Colonia-Aquisgrán. Se fundó el 10 de mayo de 1925 como semanario del NSDAP, se publicó diariamente en Colonia a partir del 1 de septiembre de 1930 y dejó de publicarse poco antes del final de la Segunda Guerra Mundial, con la toma de Colonia por las tropas estadounidenses en marzo de 1945.
Como órgano oficial del partido NSDAP, el Westdeutscher Beobachter se caracterizó por sus campañas políticas y radicalmente antisemitas. Su drástico estilo lingüístico y pictórico seguía el modelo del semanario antisemita Der Stürmer.

## Redacción
El periódico era propiedad del distrito del NSDAP e inicialmente lo dirigía Josef Grohé como editor y redactor jefe en una imprenta del Ubierring de Colonia. En 1928, el Gauleiter Robert Ley se nombró a sí mismo editor del Westdeutscher Beobachter. Josef Grohé siguió siendo redactor jefe del periódico hasta que fue sustituido en este cargo en 1931 por Peter Winkelnkemper, hasta entonces empleado de la organización suprarregional del NSDAP Völkischer Beobachter.
En 1933, el régimen nacionalsocialista confiscó la antigua imprenta del SPD en Colonia-Deutz, en la calle Deutz-Kalker Straße 46, que hasta entonces había albergado el Rheinische Zeitung, prohibido al mismo tiempo. A partir de ese momento, el NSDAP publicó su revista de propaganda desde allí a través de Westdeutscher Beobachter GmbH. El editor en Colonia-Deutz era Richard Jahr.
Varios autores escribían para el Westdeutscher Beobachter, pero en el periódico no se les mencionaba por sus nombres reales y rara vez por abreviaturas. La mayoría de las drásticas caricaturas que acompañaban a los artículos procedían de un ilustrador con la abreviatura «teja». Como Gauleiter y editor del Westdeutscher Beobachter, Robert Ley influyó notablemente en su contenido. Ley se especializó en artículos difamatorios y llenos de odio, que en su mayoría iban dirigidos a ciudadanos judíos o a empresas judías.

## Objetivos, destinatarios y directrices
El Westdeutscher Beobachter se veía a sí mismo como un arma política del NSDAP y nunca informaba de forma neutral, sino siempre con una finalidad determinada. Los nacionalsocialistas eran conscientes del poder de los medios de comunicación y los utilizaban estratégicamente para apoyar campañas políticas. Por ejemplo, el periódico se utilizó para atacar al entonces alcalde de Colonia, Konrad Adenauer, y al jefe de policía de Colonia, Carl Otto Bauknecht, como parte del supuesto «sistema judío». También se centró en supuestos escándalos relacionados con empresas o particulares judíos, como la familia de los grandes almacenes Tietz. 
Como «periódico de combate» del NSDAP, el Westdeutscher Beobachter se dirigía a un público extremista con su tono radical. En años posteriores, la revista se dirigió a toda la población alemana de la Gau en un tono más moderado.
Para ser reconocido oficialmente por la dirección del NSDAP, el periódico tenía que cumplir una serie de condiciones, entre ellas adherirse a la línea del partido y no publicar anuncios de empresas judías.